# Barri de la Creu
Barri de la Creu és una entitat de població d'Avià (Berguedà), de 112 habitants (2014), al nord del municipi, situat a uns 800 m del nucli principal, entre la riera de Fontcaldes i el torrent de cal Maset. El barri el conforma l'encreuament del camí vell de Cardona amb la Ronda de Queralt i camí de la Torre.
El seu nom prové de la Creu de Cal Bitxo, una creu de terme situada al camí ral de Berga a Cardona, al voltant de la qual es construí el barri.